# Машевский, Владислав-Михаил Рамуальдович
Владислав-Михаил Рамуальдович Машевский (7 октября 1824 — 3 мая 1863) — штабс-капитан армии Российской империи, участник польского восстания (1863—1864) в Слуцком уезде. Командовал самым сильным отрядом Слуцкого уезда, погиб в бою с царскими войсками.

## Происхождение
Владислав-Михаил Рамуальдович Машевский родился 7 октября 1824 года в родовом имении Прусинава Минского уезда (в настоящее время — деревня Прусинава Неманского сельсовета Узденского района Минской области). Его родителями были помещик Ромуальд-Ян Тадеуш Юзефович и Каролина Войниллович. У Владислава было пять братьев — Атон Антоний (род. 08.09.1818), Юзеф Бранислав (род. 18.11.1819), Юзеф Артур (род. 06.10.1821), Зенон Ксаверии (род. 30.06.1827) и Нарцыз Рамуальд Кароль (род. 31.10.1832) — и две сестры Антонина и Фабиана.

## Биография

### До восстания 1863—1864 годов
По примеру отца, Владислав (как и его братья Зенон и Нарцыз) решил служить в армии. Владислав служил в артиллерии армии Российской империи. Вышел в отставку в чине штабс-капитана. Он был женат на Идалии Прашынскай, с которой имел сына Храбрислава-Людовика-Иосифа (род. 07.12.1860 в д. Радзивиллимонты Слуцкого уезда). До восстания 1863—1864 годов он жил в Слуцком уезде, где арендовал землю у владельца имений Круговичи и Новодворцы около Клецка помещика Наполеона Обуховича.

### Подготовка восстания в Слуцком уезде
Накануне восстания слуцким уездным начальником являлся помещик Ежи Павел Могильницкий, который принадлежал к помещичьей группировке (во время восстания именуемой «белыми») и был связан с её руководителем (Якубом Гейштором) по крайней мере с 1862 года. В его обязанности входила организация всех мероприятий для подготовки восстания в уезде (проведение агитации, сбор средств, заготовка оружия и т. п.), однако ничего неизвестно о его деятельности на этом посту.
Распространение среди населения Слуцка идей национально-освободительной борьбы против России было замечено российскими чиновниками ещё до вооруженного выступления. Минский жандармский штаб-офицер Борис Рэйхарт 5 февраля 1863 года докладывал шефу корпуса жандармов Василию Долгорукову: «Самый беспокойство заметил я в гор. Слуцке. Все жители-католики, как это: духовенство, дворяне, чиновники и ученики — заражены революционным духом…».
Машевский получил назначение на должность военного начальника Слуцкого уезда. Он должен был собрать отряд в Слуцком уезде, а затем перейти в Игуменский уезд и соединиться с отрядом Болеслава Свенторжецкого. После этого Машевский должен был получить от Свенторжецкого должность минского воеводы и таким образом возглавить вооружённые силы Минского воеводства. При этом Свенторжецкий был высокого мнения о Машевском, он называл его «очень деловитым человеком», однако выражал опасение, что его отряд может быть разбит до соединения с ним.
Подробности подобного плана были обсуждены между Свенторжецким и Машевским на встрече весной 1863 года. После встречи Машевский начал в Слуцком уезде (не позднее 7 апреля) организацию отряда. Большую помощь при этом ему оказывал сын помещика, владельца имения Галынка Слуцкого уезда Владислава Вэндарфа мировой посредник Слуцкого уезда Бронислав Вэндарф. В командовании отрядом Машевскому помогал его адъютант — студент Киевского университета Феликс Клюковский. Неизвестно, где конкретно отряд был сформирован. Судя по его деятельности, это произошло в юго-западной части Слуцкого уезда, при этом наиболее вероятным местом представляется именно выше упомянутое имение Голынка, однако прямых доказательств этого не обнаружено.

### Участие в восстании
19 апреля (1 мая) 1863 года отряд Владислава Машевского начал действовать в Слуцком уезде. Тем же вечером повстанцы срубили 5 телеграфных столбов за десять верст от почтовой станции Синявка и разграбили имение князя Леона Радзивилла. 20 апреля (2 мая) отряд пошёл в Игуменский уезд, стал лагерем у деревни Озерцы. Об этом царским властям сообщил крестьянин Мин Бурак. Царские войска (50 пеших, 20 казаков) под командованием подполковника Драгапулы утром 21 апреля (3 мая) напали на повстанцев (более 56 бойцов). Завязалась перестрелка, Машевский погиб, и восставшие побежали. За ними была пущена погоня, но темнота позволила меньшей части уйти.

Описание боя осталось в рапорте полковника Астахова: 
"Подойдя на 50 шагов, заметил их (повстанцев) в густых кустах. Открыв огонь, усилив при этом цепь, состоялся непродолжительный, но упорный бой. При первых выстрелах противник потерял своего начальника, отставного капитана артиллерии помещика Машевского. По словам пленных, потеря его и многочисленность жертв возле себя от меткого и учащенного огня стрелков привели их в полную растерянность. Оставив свою позицию, они обратились в бегство через поляну. Здесь господин Драгапула приказал казакам броситься в атаку. Тогда мятежники, побежав к болоту, начали бросать всякую свое оружие и прятаться в лес. Потому как все это происходило поздно вечером, дальнейшее преследование было невозможным. Потеря мятежников, надо полагать, значительная, из них 3 убито на месте, ранено 14 и взято в плен 31. С нашей стороны убит 1 казак, тяжело ранен 1 горнист, который умер на следующий день. При этом взято: ружья, пистолеты, сабли, косы, порох, пули, свинец, лошади, которых ведомость к этому добавляю «.
Примерно подобным же образом описал этот бой и сам подполковник Драгапула.

С повстанческого стороны описание боя осталось в воспоминаниях Наполеона Обуховича. В письме к редакции серии „Библиотека воспоминаний“, в рамках которой были опубликованы воспоминания Якуба Гейштором, он описал этот бой и события после его следующим образом:
»… на третий день после выступления 1 мая 1863 г. [по новому стилю] нас догнала армию (2 или 3 роты и сотня казаков). В этот момент мы были окружены и засыпаны градом пуль. Я стоял совсем рядом около Машевского. После нескольких наших выстрелов Машевский упал с пулей в сердце, упал также Милярэвски, стоявший рядом, студент Киевского универсам [итэта], упал шляхтич Осиевский и несколько других. Я получил пулю возле пояса, которая и сегодня сидит где-то в моем теле, хотя не беспокоит меня. И мы убили нескольких солдат, но, естественно, это не помешало нас окружить, связать и погнать до ближайшей деревни. Это происходило в Игуменском уезде у деревни Озерки. Узников завели, а тех, что были ранены, завезли в Слуцк, находящийся в нескольких милях. Необходимо отдать справедливость, что обращение с нами было человеческое; раненых взял под свою опеку врач нашей партии благородный Кернажицкий ".

### Численность отряда Машевского
Остается открытым вопрос о количестве бойцов отряда Машевского. К рапорту полковника Астахова присоединен список, из которого известны имена 50 повстанцев. Вместе с несколькими еще не плененными на то время это составляет цифру в 56 человек. Это и есть минимально известное количество отряда. Однако сам же этот рапорт («дальнейшее преследование было невозможным») свидетельствует о неполноте этой цифры. С учетом имеющихся косвенных данных общее число отряда возможно увеличить на несколько десятков человек (но не более 100). Возможно также, что до этого отряда были причастны дворянин Казимир Замбрицких и поручик Владимир Черноцкий, которые были схвачены крестьянами в городке Тимковичи Слуцкого уезда.
Известен также социальный состав 56 известных бойцов отряда Машевского, среди них отчетливо преобладали дворяне — 39 человек (около 75 %), представителей податных сословий (крестьяне, мещане и однодворцы) известно только 13 человек (25 %). Также очевидное преимущество католиков — 36 человек (около 84 %) против 5 православных (около 11,5 %) и 2 протестантов (около 4,5 %). Стоит отметить наличие среди повстанцев значительного количества лиц, о которых известно, что они находились на государственной или частной службе (писари, врач, возницы и др.) — 11 человек (около 20 %). Обращает на себя внимание и достаточно большое количество учащейся молодежи среди пленных — 12 человек (около 21 %) обучались в высших учебных заведениях или гимназии.

### Наказание
За активное участие в восстании имущество Машевского подлежало конфискации, однако никакой его собственной недвижимости в Слуцком уезде найдено не было. Его участие в восстании не повлияло на сословное состояние его сына. Потому как «лишение прав состояния не распространяется ни на жену осужденного, ни на детей его», с помощью дяди Юзеф Артура он в 1867 году получил утверждение в Герольдии Сената прав дворянства. Идалия Машевская вместе с сыном переехали после восстания в Варшаву и в 1867 г. были записаны в состав ее постоянных жителей. Там они и жили. 31 октября 1900 г. Храбрыслав скончался в больнице Святого Иоанна, не создав семьи.
После пленения все повстанцы из отряда Машевского были перевезены в Слуцк и заключены в местном остроге. Следствие над ними вела Слуцкая следственная комиссия. После примерно полугодового заключения большинство из них в октябре была переведена в Бобруйскую крепость и отдана под Полевой военный суд, основанный при Бобруйском ордонансы-гавзе. Во время суда повстанцы выбрали разную тактику поведения. Одни (не менее 14) не раскаивались в содеянном, другие (не менее 16) выражали сочувствие в участии в восстании и просили пощады, третьи утверждали, что присоединились к отряду под угрозами насилия. Решение суда было вынесено 11 декабря 1863 г., после чего дело 39 повстанцев было подано во Временный полевой авдиториат в Вильнюсе. Его приговор был подан на утверждение виленскому генерал-губернатору Михаилу Муравьеву. По его конфирмации от 13 февраля 1864 г. 17 повстанцев из отряда (С. Баранцэвич, Кернажицкий, Янковский, Крушинский, Мацкевич, В. Черноцкий, Дашкевич, Бородич, Багурски, Саевич, Кавельмахер, Н. Абухович, Ю. Петровский, Далькевич, Б. Нядвецки, Рудомино, Флеминг) были приговорены к различным срокам ссылки на каторгу, четверо (О. Абухович, Чарковский, оба Крагельская) — к ссылке на поселение в более отдаленные места Сибири, шестеро (Шуляковская, К. Баранцэвич, Юрэцки, Микульской , Григорович, Ю. Осипович) — к ссылке на жительство в Томскую или Тобольск губернии и, восемь (Плавский, Кавецкий, Минкевич, Гудиян, Клеер, Полоцке, Кабак, Падгальски) — к ссылке в арестантские роты на срок от 2 до 4 лет (все выше упомянутые лица также лишались прав состояния, а их имущество подлежало конфискации); трое (Радкевич, Липницкий, Марчик) были признаны невиновными в участии в восстании, так как «находились в шайке случайно, против их желания», и подлежали возврату на место жительства с отдачей на поруки. Приговор Леониду Барановскому не выносился, так как он умер до времени конфирмации.